# Витковский, Андрей Генрихович
Андрей Генрихович Витковский (1830—1879) — русский писатель, редактор, педагог.

## Биография
Из дворян Санкт-Петербургской губернии. Окончил Николаевское инженерное училище (1850), академию Генерального штаба (1854―1857) в одном выпуске с П. А. Бибиковым и Н. В. Соколовым. Там же преподавал (1857―1863) геодезическую съёмку и черчение, с 1859 года одновременно служил в Генеральном штабе, затем в Военно-судебном ведомстве (в Харькове, Москве) и по армейской пехоте (уволен от службы в 1875; генерал-майор). В 1852 году в Александринском театре поставлена его одноактная комедия «Серебряная свадьба». Печатался с 1859 года, исключительно в «Русском слове» (1860―1863) был одним из ведущих его беллетристов (опубликовал 14 произведений), а с июня по декабрь 1863 года официальным редактором.
Первые произведения «Денщик. Из моего nрошлого» (1859), «Из моего nрошлого. Училище» (1860) ― написаны в мемуарной форме. Рассказы и nовести Витковского изображают жизнь провинциального офицерства в атмосфере произвола, где гибнут люди, стремящиеся жить «по справедливости», а процветают стяжатели и подлецы («Уездные вnечатления», 1860; «Три дороги», 1861; «Три года стоянки», 1862; «Кабала», 1863); бесчеловечность крепостнического воспитания («Горькая доля», 1860; «Пятна жизни», 1861; «Жертва», 1861; «Аринушка», 1862). В повести «Три дороги» ощущается влияние романа «Обломов» И. А. Гончарова. Витковский ― автор воспоминаний об актёре А. А. Мартынове (1860) и художнике П. А. Федотове (1862). Цензурным преследованиям подвергались повесть «Овечкин» (запрещена в 1861) и «Женская история» (уничтожена в составе сборника «Луч», 1866).